# Flatoidinus olivaceus
Flatoidinus olivaceus är en insektsart som beskrevs av Metcalf och Bruner 1948. Flatoidinus olivaceus ingår i släktet Flatoidinus och familjen Flatidae. Inga underarter finns listade i Catalogue of Life.